# Guilherme, Príncipe de Orange (1840–1879)
Guilherme Nicolau Alexandre Frederico Carlos Henrique de Orange-Nassau (em neerlandês: Willem Nicolaas Alexander Frederik Karel Hendrik van Oranje-Nassau; Haia, 4 de setembro de 1840 - Paris, 11 de junho de 1879) foi um nobre holandês, e Príncipe de Orange e príncipe herdeiro dos Países Baixos desde 17 de março de 1849.
Era o filho mais velho do rei Guilherme III dos Países Baixos e de sua primeira esposa, Sofia de Württemberg. Seu apelido era Wiwill. Em 1849, depois da morte de seu avô Guilherme II, ele tornou-se herdeiro aparente do trono. Sua educação vitoriana mostrou ser um desastre: seu tutor o punia porque ele se masturbava, algo que trouxe sentimentos de culpa e de vergonha. No entanto, acredita-se que ele tenha tido uma inteligência aguda.
Depois que os planos de juntar Guilherme com a princesa Alice do Reino Unido, a segunda filha mais velha da rainha Vitória do Reino Unido, falharam, o príncipe apaixonou-se por uma nobre chamada Mathilde van Limburg Stirum. Sua relação com seus pais tornou-se bastante problemática quando eles não aceitaram Mathilde como sua noiva. Para o padrão da família real holandesa, um casamento entre um membro de uma família real e um membro da nobreza era inaceitável. Há rumores de que a relação entre o príncipe e a nobre também não foi aceita porque Guilherme III tinha tido um caso extraconjugal com a mãe de Mathilde, fazendo com que Mathilde pudesse ser sua filha ilegítima, o que faria ela e Guilherme serem meio-irmãos.
Guilherme então entrou em exílio em Paris, na França, onde passou a viver uma vida de sexo, drogas e jogos. Henriette Hauser, sua amante parisiense, o apelidou de Lemon, ficando conhecido entre os jornais, que escreviam sobre seu devasso e escandaloso estilo de vida, por Príncipe de Lemon. Aos 38 anos, o príncipe Guilherme faleceu em seu apartamento, próximo à Ópera Garnier, de tifo, com o fígado enfermo e de total exaustão.
Em 26 de junho de 1879, seu corpo foi posto numa cripta no mausoléu de Nieuwe Kerk, em Delft. Mas ele não perdeu sua posição social em Paris. Com sua morte, seu irmão Guilherme Alexandre tornou-se o príncipe herdeiro dos Países Baixos, mas este morreu antes de Guilherme III, que foi sucedido por sua filha, Guilhermina.